# 哥伦比亚特区交通局
哥伦比亚特区交通局（英語：District Department of Transportation，简写DDOT ）是美国华盛顿哥伦比亚特区政府的机构，负责管理和维护哥伦比亚特区的公共交通基础设施。 哥伦比亚特区交通局是负责哥伦比亚特区小巷，桥梁，人行道，街道，路灯和交通信号灯的规划，设计，施工和维护的领导机构。 

## 历史
现今称为哥伦比亚特区交通局的部门在1940年代和50年代称为“ 哥伦比亚特区公路局”（D.C. Department of Highways）， 以及后来的1960年代和70年代初的“哥伦比亚特区公路和交通局”（D.C. Department of Highways and Traffic）。
1975年8月，该部门与特区的汽车部门和市长运输系统协调员办公室合并，成为哥伦比亚特区交通部，该部门是哥伦比亚特区公共工程部（DPW）的子部门。   该部门在1990年代开始遭受重大赤字，包括过度依赖外部承包商，代理人问题和确保绩效和质量工作的专业知识，严重的人员不足以及设计和实施设计的交货时间过长和建筑合同。 这些问题导致大量的积压维护和建设，数亿美元的联邦资金未动用。 
为了应对运输部门迫在眉睫的管理危机，2002年5月，哥伦比亚特区议会通过了《2002年哥伦比亚特区交通局设立法》 （DC Law 14-137），该法将哥伦比亚特区运输部从哥伦比亚特区公共工程部分离，组建一个独立的哥伦比亚特区交通局（DDOT）。   2004年的评估表明，重组导致哥伦比亚特区对其运输基础设施的监督得到了显着改善。 

## 运作方式

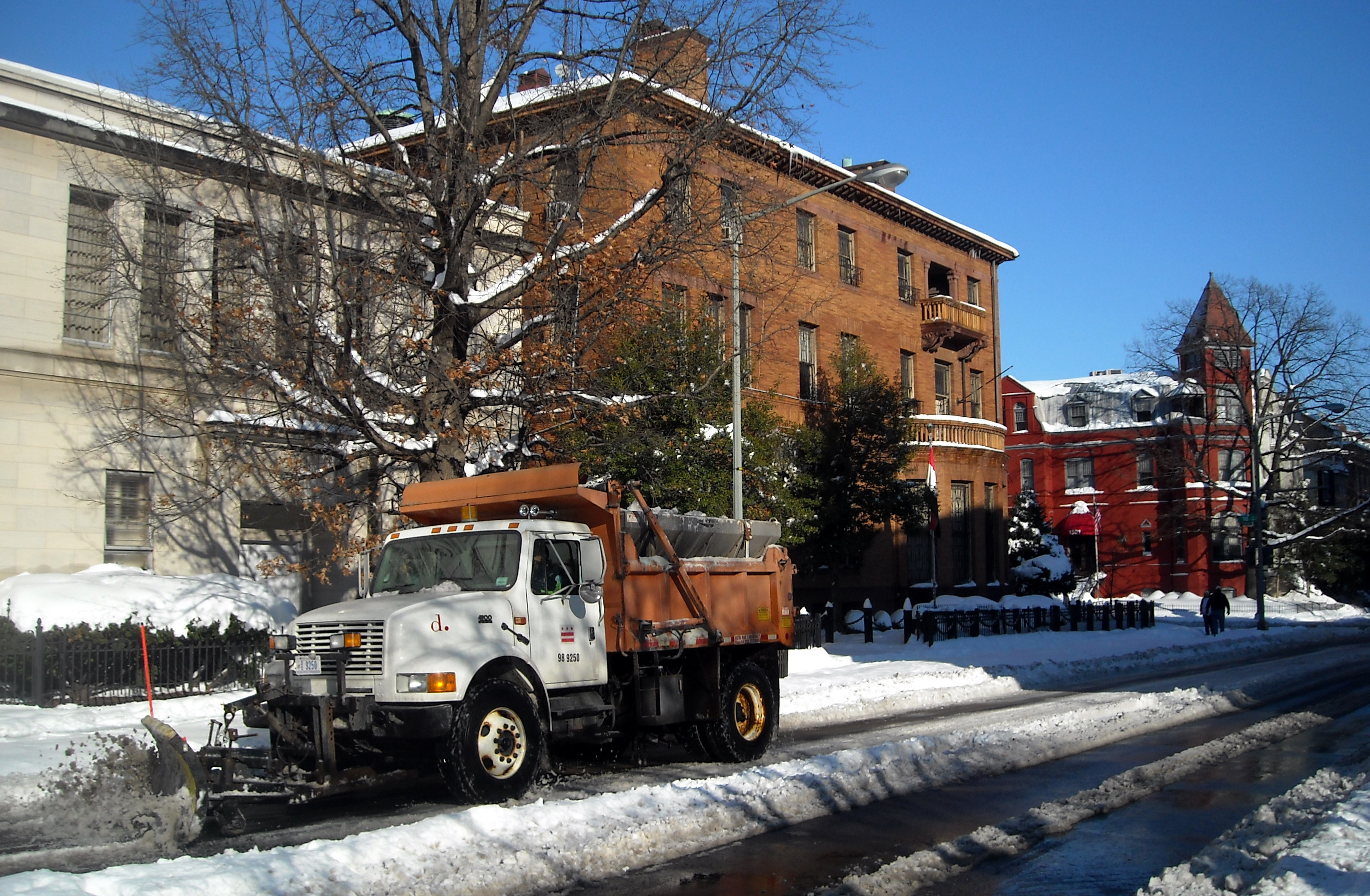
2009年北美暴风雪之后，哥伦比亚特区交通局扫雪机在杜邦圆环作业。

哥伦比亚特区交通局由一名主任领导，并由幕僚长，运营副总监和资源分配副总监协助。 
最近的董事是杰夫·马鲁蒂安（Jeff Marootian），他最近离开哥伦比亚特区交通局成为气候和科学机构人事部总裁特别助理。 五个部门负责监督哥伦比亚特区交通局的主要工作：基础设施项目管理局（IPMA），地铁管理局（MTA），运输政策与规划局（TPPA），运输运营局（TOA）和城市林业局（UFA） ）。 四个行政办公室（通信，信息技术，合同和采购，以及法律）提供支持。 
哥伦比亚特区交通局与其他城市和地区机构协调许多计划。 哥伦比亚特区交通局与公共工程部共享街道和人行道除雪技术，并通过都会巴士（Metrobus）和华盛顿地铁协调面向中小学生的减价计划。 由于该地区的交通运输系统与其他县，州和美国联邦政府进行了严重的区域整合，因此哥伦比亚特区交通局的运输政策和规划管理部门与华盛顿大都会运输局（WMATA）和华盛顿大都会政府区域委员会协调政策交通规划和政策机构。  哥伦比亚特区交通局DDOT还与哥伦比亚特区紧急事务管理局，华盛顿大都会政府委员会，马里兰州，弗吉尼亚州和美国联邦政府密切合作，以计划和实施《区域紧急情况协调计划》（该计划规定了哥伦比亚特区及周边地区紧急疏散的工作，如发生重大事件，自然灾害，军事或恐怖袭击等）。 
哥伦比亚特区交通局的总部目前位于东南区M街55号的华盛顿地铁海军船坞-棒球场站之上。

## 资金和当前项目

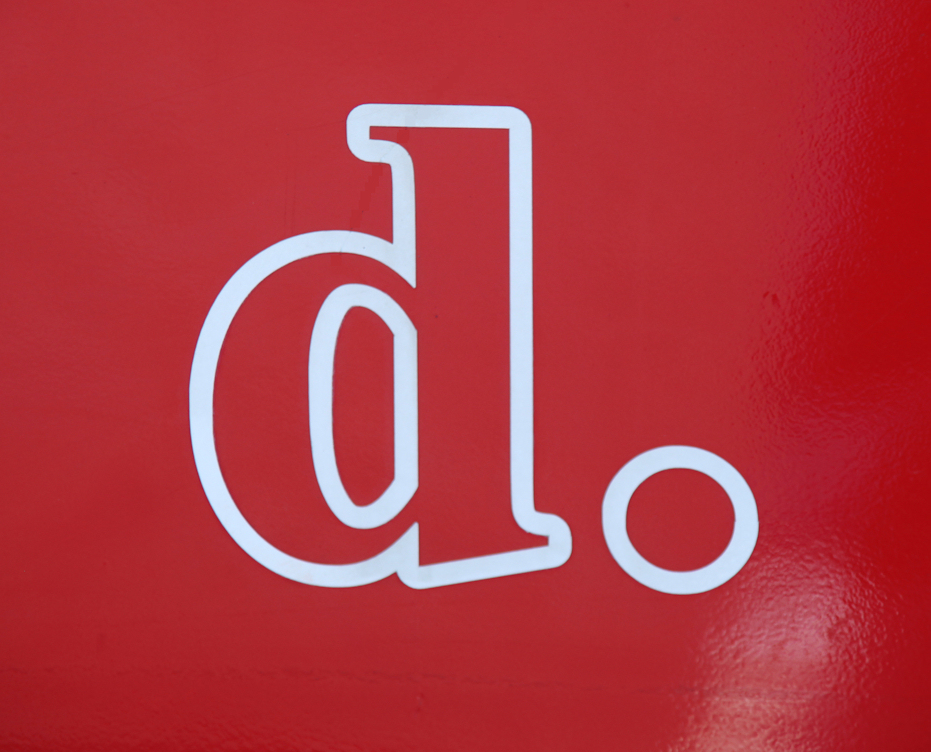
特区环线（DC Circulator）上的哥伦比亚特区交通局DDOT标志。

截至2004年，特区的所有桥梁和大约30％的道路都有资格获得联邦公路管理局（FHWA）的资助。 其余道路仅由特区政府拨款维护。 
哥伦比亚特区交通局参与了许多重要的交通运输计划，其中许多计划着重于城市较贫困社区的经济发展。哥伦比亚特区交通局的主要举措包括：
- DC Streetcar -哥伦比亚特区交通局DDOT拥有并目前是华盛顿特区正在建设的地面轻轨和有轨电车DC Streetcar的唯一出资人。
- 大街计划 - 哥伦比亚特区交通局是哥伦比亚特区大街计划的牵头机构，该计划旨在振兴整个城市的重要交通和零售走廊，以促进经济发展。 目前的 "大街计划"项目包括布伦特伍德路（Brentwood Road NE）、H街、Kenilworth大道（Kenilworth Avenue NE）、纽约大道、宾夕法尼亚大道和南国会街（South Capitol Street）。
- DC Circulator特区环线-哥伦比亚特区交通局DDOT拥有DC Circulator，这是一个市中心的循环公交系统。 华盛顿地铁负责管理巴士的运营，而承包商第一运输(First Transit)则负责运营该系统。  哥伦比亚特区交通局和华盛顿地铁与华盛顿特区地面交通公司(一个包括市中心商业改进区、乔治城商业改进区、金三角商业改进区、国会山商业改进区、华盛顿会议中心管理局和华盛顿特区会议和旅游公司在内的非营利性集团)合作，为DC Circulator提供资金。
- 11街桥 -哥伦比亚特区交通局用三座新桥替换了原来的两座11街桥，成本为365百万美元。 该项目是哥伦比亚特区交通局DDOT进行的最大的建筑工程。 

## 统计数据
哥伦比亚特区交通局负责管理： 
- 1,100英里（1,800）的街道
- 241座桥梁
- 1,600英里（2,600）人行道
- 453英里（729）的小巷
- 城市街道上的144,000棵树木